# Gubernia wołyńska

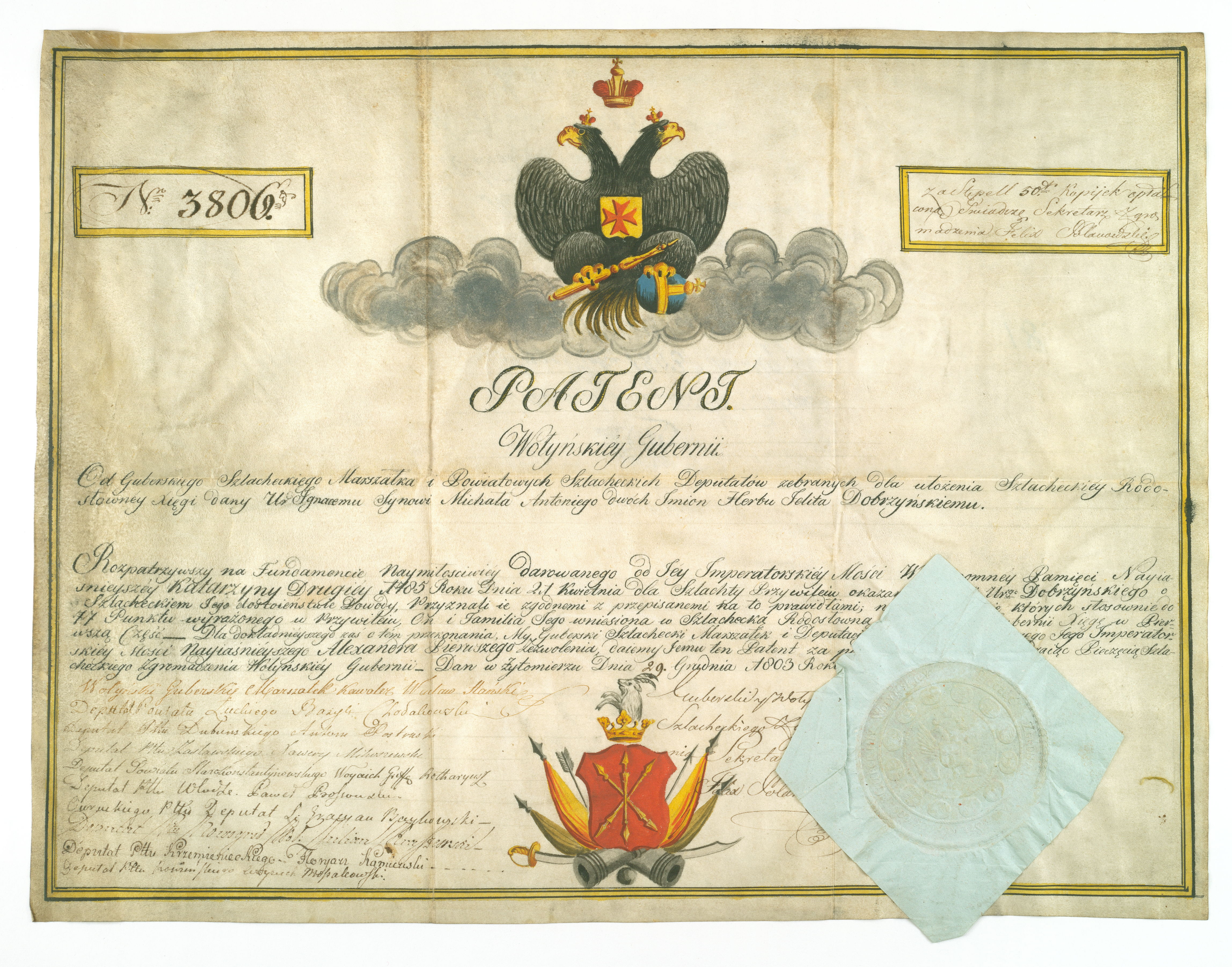
Patent zaświadczający szlachectwo wystawiony przez marszaka guberni wołyńskiej w 1803 roku

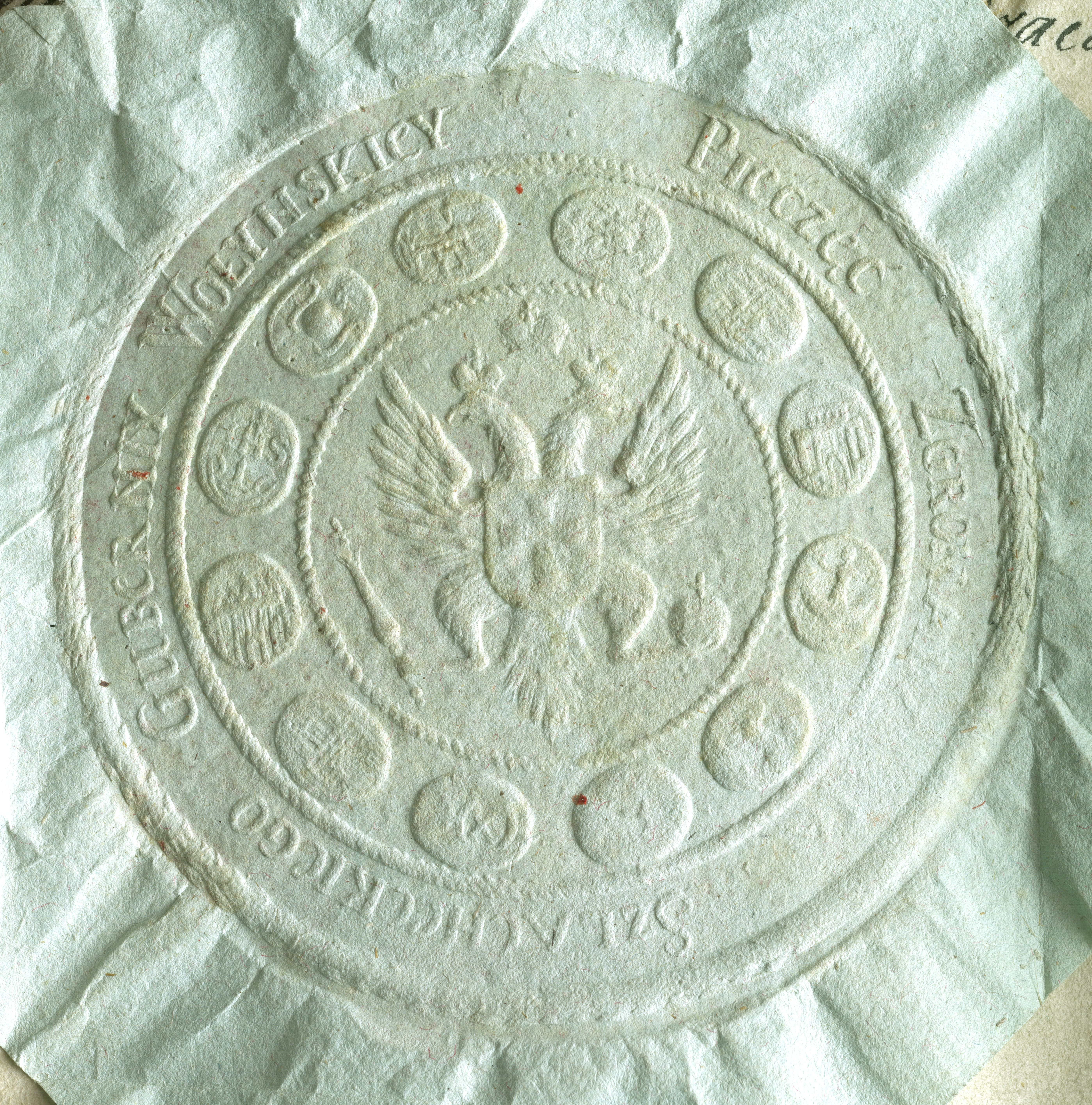
Pieczęć zgromadzenia szlacheckiego guberni wołyńskiej z 1803 roku

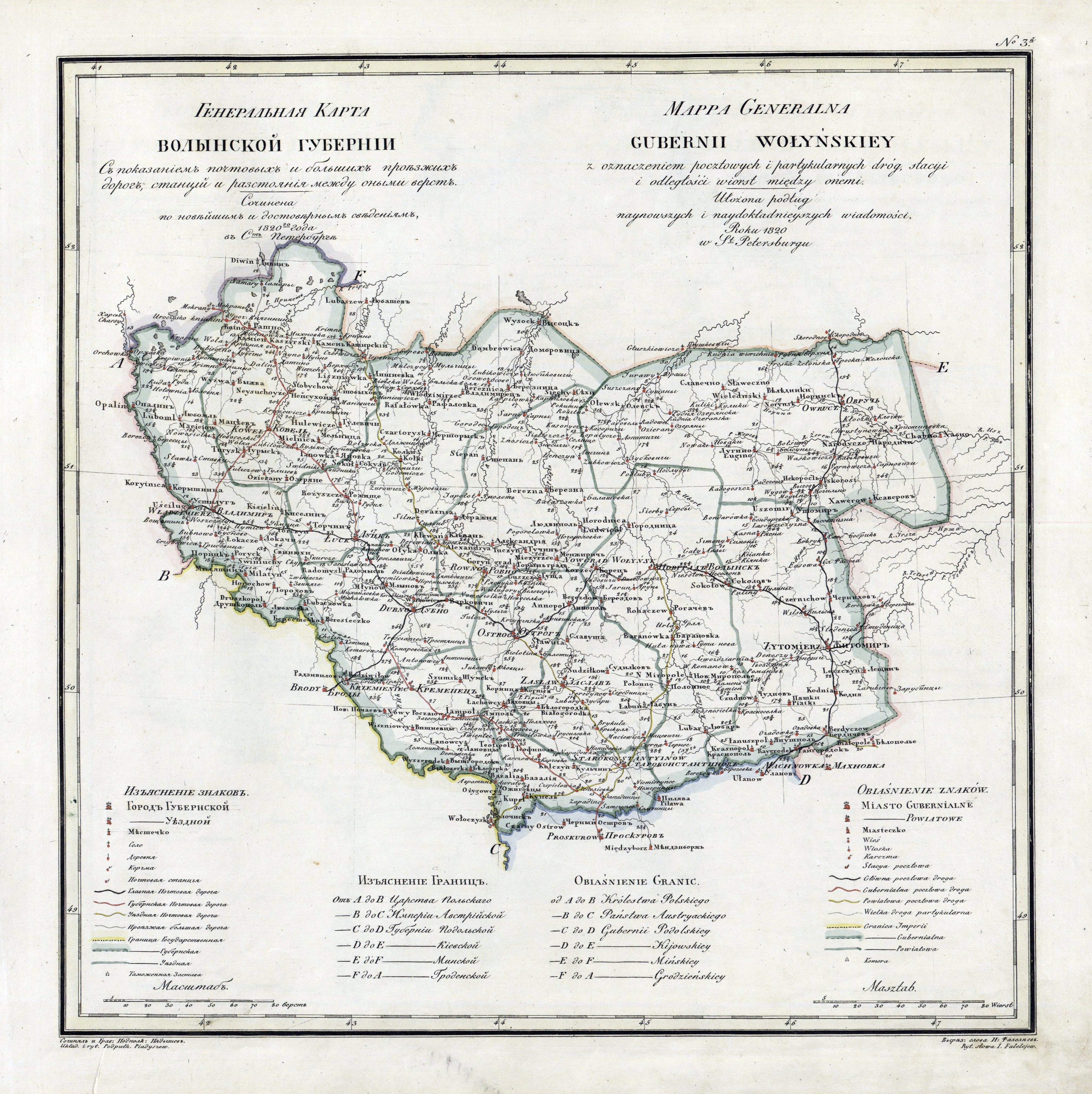
Mapa guberni wołyńskiej 1820

Gubernia wołyńska (ros. Волынская губерния, do 1796 roku namiestnictwo izasławskie) – południowo-zachodnia gubernia Imperium Rosyjskiego istniejąca w latach 1792–1925, utworzona po II rozbiorze z terytorium województwa wołyńskiego i zachodniego skrawka (z Żytomierzem) województwa kijowskiego Rzeczypospolitej.
Centrum administracyjnym był do 1795 Zasław, później do 1804 Nowogród Wołyński. Od 1804 Żytomierz. 
Obszar: 71 736 km²
Ludność: 3 501 600 osób (początek XX wieku).
W latach 1819–1830 gubernia wołyńska pozostawała pod naczelnym zarządem administracyjnym wielkiego księcia Konstantego. Od 1832 weszła w skład Kraju Południowo-Zachodniego (generał-gubernatorstwo kijowskie).
Po traktacie ryskim zachodnia część guberni znalazła się w Polsce i utworzono z jej terenów województwo wołyńskie. Z pozostałej przy ZSRR części w 1923 utworzono 4 okręgi: korosteński, nowogrodzki, szepetowski i żytomierski.

## Ujezdy (powiaty)
- żytomierski
- włodzimierski
- dubieński
- zasławski
- kowelski
- krzemieniecki
- łucki
- zwiahelski
- owrucki
- ostrogski
- rówieński
- starokonstantynowski

## Położenie
Gubernia wołyńska znajdowała się na granicy z Galicją. Część południowa poprzecinana była wyniesieniami, których kulminacją była Góra Awratyńska w pobliżu Krzemieńca 1328 stóp (405 m) (najwyższy ówczesny punkt Rosji Europejskiej z wyłączeniem Uralu, Krymu i wschodnich Gór Archangielskich). Część północna guberni była terytorium płaskim, bagnisto-nizinnym, pokrytym torfowiskami i lasami, należała do Polesia Pińskiego.

## Warunki naturalne
Na północy znajdowały się gleby błotniste i piaszczyste, w części środkowej – gliniaste i kurzowe, miejscami kamieniste, na południu dobry czarnoziem.
Lasy zajmowały 2136 tys. dziesięcin (23337 km²) (32% obszaru), położone na północy, część południowa bezleśna.
Rzek stosunkowo dużo, wszystkie, z wyjątkiem Bugu i Teterewa wpadały do Prypeci, wiele z nich było spławnych. Statki poruszały się po Bugu, Styrze, Horyni.
Bogactwa mineralne: granit, kryształ górski, gliny ceramiczne, torf, rudy żelaza. Znaleziono ale nie wydobywano: grafit, węgiel kamienny, bursztyn.
Klimat umiarkowany, średnioroczna temperatura dla Żytomierza +7,6 °C.

## Gospodarka
Główny produkt rolny: żyto ozime: (średnio w latach 1900 — 1904: 32,7 mln pudów), pszenica ozima (średnio 16,8 mln pudów), jęczmień (średnio 7,2 mln pudów), owies (śr. 19,4 mln pudów), gryka (śr. 3,6 mln pudów), proso (śr. 2,3 mln pudów), groch (śr. 2 mln pudów), ziemniaki (śr. 53 mln pudów), buraki cukrowe (około 2 mln berkowców), tytoń i chmiel.
Sadownictwo rozwinęło się głównie na południu: brzoskwinie, morele i winogrona.
W okolicach lesistych chłopi zajmowali się pszczelnictwem (182 tys. pni, 35 tys. pudów miodu, wosku 4 tys. pudów). Hodowla rozwinęła się dzięki licznym pastwiskom i pokosom. W roku 1903 było 693 tys. koni (45 stadnin), bydła rogatego 4096 tys., owiec 829 tys., świń 680 tys. Wełna wykorzystywana częściowo na potrzeby Rosji, częściowo do Austrii.
Fabryki i zakłady oraz przemysł drobny produkowały towary wartości 33,5 mln rubli i zatrudniały 20 tys. robotników.

## Oświata
Szkół (1903): 3003 z 129 454 uczniami.
- 727 szkół początkowych
- 956 szkół parafialnych
- 523 szkół elementarnych (z liczbą uczniów — 106 634)
- 10 średnich uczelni (z 3 649 uczniami)
- 7 seminariów duchownych
- 1 seminarium nauczycielskie
- 5 szkół wiejskich
- 1 szkoła felczerska
- 770 szkół żydowskich (z 17 265 uczniów)

## Demografia

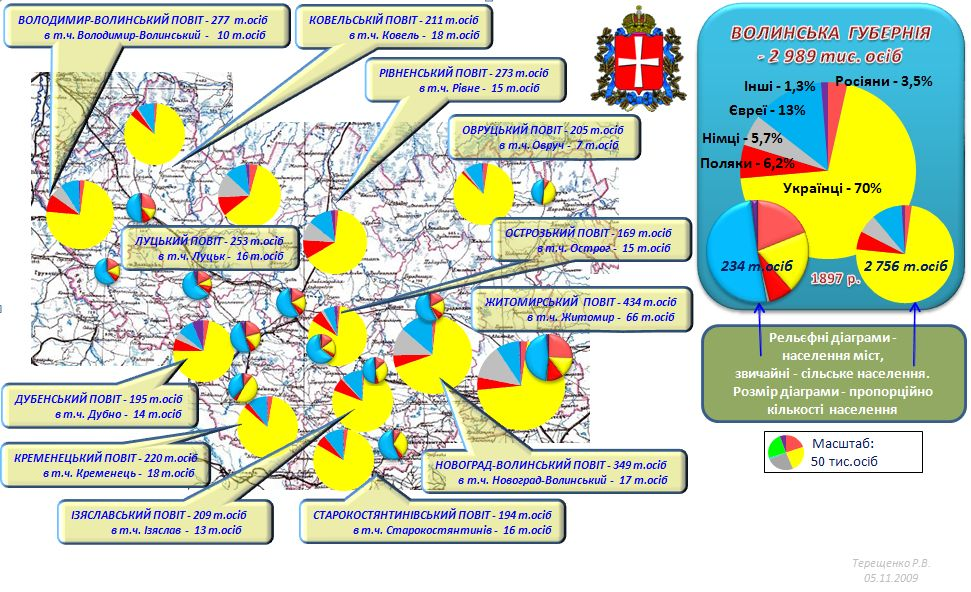
Mapa etnograficzna guberni wołyńskiej według spisu 1897

Według pierwszego spisu powszechnego Imperium Rosyjskiego z 1897 gubernię zamieszkiwało 2 989 482 osób,
Podział etniczny populacji przedstawiał się następująco:
- Ukraińcy - 2 095 537
- Rosjanie -  104 889
- Żydzi - 394 774
- Polacy - 184 161
- Inni - 206 273

### Ludność w powiatach według deklarowanego języka ojczystego 1897
| Powiaty              | Ukraińcy | Żydzi | Polacy | Niemcy | Rosjanie | Czesi |
| -------------------- | -------- | ----- | ------ | ------ | -------- | ----- |
| Gubernia ogółem      | 70,1%    | 13,2% | 6,2%   | 5,7%   | 3,5%     | …     |
| Włodzimierski        | 72,1%    | 10,4% | 8,4%   | 5,7%   | 2,8%     | …     |
| Dubieński            | 68,2%    | 11,5% | 6,5%   | 3,6%   | 4,2%     | 5,3%  |
| Żytomierski          | 62,4%    | 14,3% | 5,7%   | 10,8%  | 5,9%     | …     |
| Zasławski            | 76,9%    | 13,3% | 7,0%   | …      | 1,8%     | …     |
| Kowelski             | 78,5%    | 11,9% | 4,6%   | …      | 3,5%     | …     |
| Krzemieniecki        | 80,7%    | 12,2% | 3,0%   | …      | 3,4%     | …     |
| Łucki                | 57,0%    | 14,1% | 9,7%   | 12,0%  | 5,1%     | 1,5%  |
| Zwiahelski           | 65,5%    | 15,6% | 5,2%   | 10,9%  | 2,4%     | …     |
| Owrucki              | 83,4%    | 10,6% | 1,3%   | 1,2%   | 2,6%     | …     |
| Ostrogski            | 76,7%    | 10,8% | 6,6%   | 1,5%   | 2,5%     | 1,6%  |
| Rówieński            | 60,5%    | 16,0% | 9,2%   | 8,9%   | 3,2%     | 1,7%  |
| Starokonstantynowski | 76,9%    | 14,3% | 5,5%   | …      | 2,8%     | …     |

### Podział wyznaniowy guberni 1897[3]
- prawosławie 73%
- judaizm 13,6%
- rzymskokatolicka 8,1%
- protestantyzm 5%
- staroobrzędowcy 0,26%.

## Generał-gubernatorowie
1794—1796 — Timofiej Tutołmin
…

## Miasta

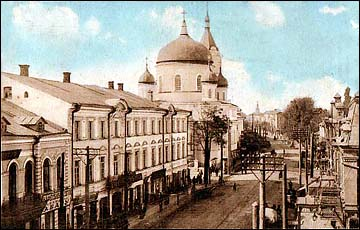
Żytomierz, początek XX wieku

Największe miasta guberni w 1897 roku na podstawie danych z carskiego spisu powszechnego oraz porównanie przynależności administracyjnej przed rozbiorami Polski oraz przynależności państwowej w międzywojniu i współcześnie:
|     | miasto            | populacja | województwo (1771) | 1930 | 2016    |
| --- | ----------------- | --------- | ------------------ | ---- | ------- |
| 1.  | Żytomierz         | 65 895    | kijowskie          |      | Ukraina |
| 2.  | Równe             | 24 573    | wołyńskie          |      | Ukraina |
| 3.  | Krzemieniec       | 17 704    | wołyńskie          |      | Ukraina |
| 4.  | Kowel             | 17 697    | wołyńskie          |      | Ukraina |
| 5.  | Nowogród Wołyński | 16 904    | wołyńskie          |      | Ukraina |
| 6.  | Starokonstantynów | 16 377    | wołyńskie          |      | Ukraina |
| 7.  | Łuck              | 15 804    | wołyńskie          |      | Ukraina |
| 8.  | Ostróg            | 14 749    | wołyńskie          |      | Ukraina |
| 9.  | Dubno             | 14 257    | wołyńskie          |      | Ukraina |
| 10. | Zasław            | 12 611    | wołyńskie          |      | Ukraina |

## Literatura
- Książka adresowa Guberni wołyńskiej na rok 1892 Żytomierz, 1891 (po rosyjsku)
- Wołyński kalendarz ludowy na 1892 rok. Żytomierz, 1891 (po rosyjsku)
- Wołyński kalendarz ludowy na 1907 rok. Żytomierz, 1906 (po rosyjsku)